# Snarums kyrka
Snarums kyrka (norska: Snarum kirke) är en kyrkobyggnad i Snarum i Modums kommun i Buskerud fylke i Norge.
Snarum har haft kyrka sedan medeltiden. Då stod här en stavkyrka, som år 1702 ersattes av en timrad kyrka. 1869 byggdes den nuvarande kyrkan, en nygotisk kyrka i tegel ritad av Georg Andreas Bull.

## Inventarier
- Altartavla från 1898, målad av Eilif Petersen och föreställande Jesus i Getsemane
- Katekestavla från 1590-talet med bibeltexter på danska och latin
- Orgel från 1900, byggd av Olsen & Jørgensen